# 多吉扎寺
多吉扎寺，也作多吉札寺，位于中华人民共和国西藏自治区山南市贡嘎县雅鲁藏布江北岸的一座藏传佛教宁玛派寺院，是宁玛派在在前藏的重要寺院，由扎西道杰于16世纪末创建，寺僧以传布“伏藏”中的“北藏”为主。

## 历史
16世纪末，宁玛派僧人扎西道杰主持在贡嘎雅鲁藏布江北岸兴建多吉扎寺。1718年，蒙古准噶尔部侵扰西藏，该寺建筑遭严重破坏。后在颇罗鼐执掌西藏政务时得以重建。多吉扎寺与雅鲁藏布江南岸的敏珠林寺齐名，两者又曾与琼结白日寺并称宁玛派三大主寺，噶托、佐钦、白玉、协庆、敏珠林、多吉扎六座寺院还并称宁玛派“六大寺院”或“六大道场”。现存殿宇多为1728年至1747年重修。